# Gió Santa Ana
Gió Santa Ana (tiếng Anh: Santa Ana wind hoặc Santana wind) là hiện tượng foehn thường hay xảy ra ở Nam California và Bắc Baja California. Đây là thứ gió ấm và khô xuất hiện vào mùa thu và đầu mùa đông.